# 並木浩一 (評論家)
並木 浩一（なみき こういち、1961年 - ）は、日本の美学者。桐蔭横浜大学教授。ギャラクシー賞選奨委員（テレビ部門、2022 - ）。
他方、腕時計の評論、表象文化論（芸術論）、メディア論、教育評論などを展開。

## 来歴
横浜市生まれ。神奈川県立希望ヶ丘高等学校、青山学院大学文学部フランス文学科卒業、放送大学大学院修了、琉球大学大学院中退。京都造形芸術大学大学院博士課程修了、「モーリス・ベジャール研究 メディアと芸術の関係を軸として」で博士号を取得。
ダイヤモンド社を経て2010年に大同大学教授、2012年に桐蔭横浜大学教授。
2017年衆議院議員選挙（希望の党、比例九州ブロック）に立候補したが落選した。

## 著書
- 『資格の「抜け道」 誰も教えてくれなかったとっておきの方法』ダイヤモンド社 達人ブックス 1995
- 『最新資格の「抜け道」 誰も教えてくれなかったとっておきの方法』ダイヤモンド社 達人ブックス 2002
- 『腕時計一生もの』光文社新書、2002
- 『夢のハワイ暮らしが実現できる本』深山誠二監修 ダイヤモンド社 2003
- 『男はなぜ腕時計にこだわるのか』講談社 セオリーブックス 2008
- 『腕時計のこだわり』ソフトバンク新書 2011

### 共著編著
- 『「税理士」無試験取得マニュアル』弘中ミエ子共著 ダイヤモンド社 1997
- 『「税理士」無試験取得マニュアル 増補』弘中ミエ子,西沢大共著 ダイヤモンド社 1999
- 『資格の達人 超人気54資格の「王道」と誰も知らない「別ルート」取得法』笠木恵司共編 ダイヤモンド社 達人ブックス 1997
- 『腕時計雑学ノート 文字盤の裏側にあるのはムーヴメントだけじゃない』笠木恵司共著 ダイヤモンド社 2000
- 『税理士試験免除マニュアル 平成14年4月1日施行改正税理士法に対応』弘中ミエ子, 西沢大共著 ダイヤモンド社 2002
- 『「赤毛のアン」のすてきな英会話』ケネス・ペクター監修 編著 河出書房新社 2003
- 『「金色夜叉」現代語版 前編 -熱海の恋のものがたり-」』 (電子書籍） 2017